# Тийнейджъри зомбита
„Тийнейджъри зомбита“ (на английски: Teenage Zombies) е американски филм на ужасите от 1959 година.

## Сюжет
Четиримата тийнейджъри Редж (Дон Съливан), Скип (Пол Пепър), Пам (Браяна Мърфи) и Джули (Митци Албертсън) решават през уикенда да се повозят на катер и да покарат водни ски. Скип разказва на приятелите си за намиращ се наблизо остров, за когото никой не е слушал и им предлага да го посетят. По време на разходката из острова, те се натъкват на тълпа зомбирани хора, наблюдавани и направлявани от една странна жена. Забелязвайки тийнейджърите, тя заповядва на тълпата да ги залови. Бягайки към брега, те не намират своя катер. Момичетата решават да починат, а момчетата продължават да търсят превозното си средство.
Обикаляйки, Редж и Скип се натъкват на дървена къща, разположена в средата на острова. Търсейки помощ, те чукат на вратата и с изненада виждат, че им отваря доктор Мойра (Катрин Виктор), тази същата жена управляваща тълпата. Тя им казва, че не е виждала техния катер и че по принцип на острова никой не идва, но и никой не го напуска. Момчетата дочуват виковете на Пам и Джули, а Мойра спокойно им заявява, че сега ще ги отведе при техните приятелки. Слизайки по стълбите в мазето те виждат двете момичета заключени в клетка. Там ги напада зомбирания слуга Иван (Чък Найлс) и ги затваря в съседната клетка.
Притеснени от липсата им, техните приятели Мори (Джей Хоук) и Доти (Нан Грийн) решават да потърсят помощ, обръщайки се за съдействие към шерифа. Той, заедно със своя помощник тръгват с катера да търсят тийнейджърите, но се завръщат без да са достигнали до острова. Тогава Мори решава да предприеме самостоятелно издирване и наема моторница. На острова Мори и Доти срещат доктор Мойра, която им съобщава, че техните приятели са били там, но вече са си тръгнали и че никой друг, освен тях не е идвал. Отплавайки обратно от острова, Мори и Доти срещат двама странни мъже, облечени в черни якета, и решават отново да потърсят помощта на шерифа.
Оказва се, че доктор Мойра е разработила газ, който превръща хората в послушни зомбита, а странните мъже са „агенти от Изток“, които спонсорират нейните експерименти. С помощта на този газ те смятат да отровят питейната вода в САЩ и да зомбират населението. А тийнейджърите трябва да послужат като опитни зайчета...

## В ролите
- Дон Съливан като Редж
- Пол Пепър като Скип
- Браяна Мърфи като Пам
- Митци Албертсън като Джули
- Джей Хоук като Мори
- Нан Грийн като Доти
- Катрин Виктор като доктор Мойра
- Стив Конти като агент Уорф
- Дж. Л. Д. Морисън като агент Брандт
- Майк Конкенън като шерифа
- Дон Нийли като майор Коулман
- Чък Найлс като Иван
- Мич Евънс като горилата

## Продукция
Реално снимките на филма протичат през 1957 година в каньона Мандевил близо до Лос Анджелис, Калифорния. Завършен е и излиза на голям екран две години по-късно.